# الجمهورية الكتالانية

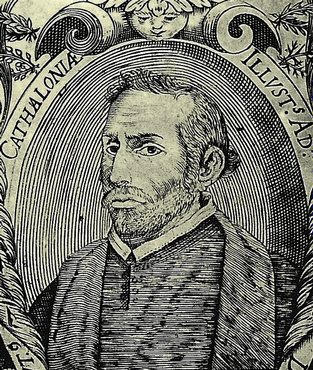
باو كلاريس في كاساديمونت

تشير الجمهورية الكتالانية أو الدولة الكتالانية إلى كتالونيا في أوقات مختلفة عندما أُعلنت كجمهورية مستقلة أو جمهورية داخل جمهورية اتحادية إسبانية:
- الجمهورية الكتالانية (1641)، دولة مستقلة معلنة تحت الحماية الفرنسية، ولكن بعد ذلك بوقت قصير أدمجت في مملكة فرنسا.
- الدولة الكتالانية (1873)، دولة معلنة داخل الجمهورية الإسبانية الأولى.
- الجمهورية الكتالانية (1931)، أُعلنت الدولة تحسبًا للتشكل الوشيك لجمهورية إسبانية. في غضون أيام، أصبحت هذه المنطقة طوعًا منطقة مستقلة داخل الجمهورية الإسبانية الثانية.
- الدولة الكتالانية (1934)، أُعلنت الدولة الكتالانية داخل الجمهورية الاتحادية الإسبانية خلال أحداث 6 أكتوبر.
- الجمهورية الكتالونية (2017)، دولة مقترحة معلنة بعد استفتاء استقلال كتالونيا في العام 2017.